# Jamie Eason
Jamie Eason (Houston, Texas; 10 de abril de 1976) es una modelo de fitness, entrenadora personal, empresaria y autora estadounidense. Fue animadora de la NFL y ganó el concurso World's Fittest Model. Ha sido protagonista y portada de numerosas revistas de fitness y femeninas.

## Carrera profesional

### Educación
Mientras estudiaba la carrera de Logopedia en la Universidad de Texas A&M, asistió a una clase de musculación para obtener un crédito de kinesiología, lo que despertó su interés por el entrenamiento físico.

### Comienzos
En 2001, tras graduarse en la universidad y mientras trabajaba para la empresa de tejados de su abuelo, hizo una prueba para formar parte del nuevo equipo de animadoras de los Houston Texans. Fue una de las treinta y cinco concursantes seleccionadas en un riguroso proceso de dos días.
Durante su carrera como animadora de los Houston Texans, le diagnosticaron un cáncer de mama que la obligó a trabajar en un despacho. Su estilo de vida inactivo y su mala alimentación hicieron mella en su cuerpo y, para ponerse en forma, se apuntó a un gimnasio local. Siguió entrenando y mejorando, pero no estaba satisfecha con los resultados. Tras consultar a un nutricionista, se sometió a una dieta adecuada para transformar su cuerpo.

### Carrera posterior
Eason fue "descubierta" en una competición de fitness en Austin (Texas). Recibió una tarjeta profesional después de su primera competición de fitness en 2006 en el Hardbody Entertainment Model Search en el Olympia.
Como modelo portavoz, Eason es conocida como "la cara femenina" de Bodybuilding.com. También se centra en eliminar el estereotipo de que las mujeres atléticas son poco femeninas. Eason dice que se arrepiente de algunas de sus primeras sesiones de fotos en las que mostraba más piel cuando era más joven. Su estilo de entrenamiento gira principalmente en torno al entrenamiento con pesas; dice que prefiere este tipo de entrenamiento al cardiovascular, por lo que no lo practica mucho y se centra en el entrenamiento con pesas.
La salud durante el embarazo es otro de los temas de Eason. En cuanto a perder peso durante el embarazo de forma saludable, Eason afirma:

"En primer lugar, crea un plan. Ten un plan de entrenamiento listo para seguir y crea una rutina para preparar tus comidas igual que lo harás para tu bebé. En segundo lugar, dale el pecho. Es la mejor forma de quemar ese exceso de calorías y es bueno para el bebé. Tercero, da paseos o haz footing con regularidad, con tu bebé o con tu pareja. Es bueno respirar aire fresco, y cada poco de ejercicio te hace avanzar hacia tu objetivo".

## Vida personal
Eason se declara cristiana. A los 22 años le diagnosticaron cáncer de mama y a los 28 una lesión reveló que padecía espina bífida oculta, una forma leve de la enfermedad. Dice que sus dos principales objetivos en la vida son su familia y Jesucristo. Eason conoció a Michael Middleton en la iglesia, y después de un año de noviazgo, él le propuso matrimonio en Nochebuena a través de una canción que escribió para ella. Se casó con Michael Middleton, un compañero entusiasta del entrenamiento y líder de adoración en su iglesia, el 18 de julio de 2012. Eason dio a luz a un hijo, August en 2013. Dio a luz a su segundo hijo, Beau a los 40 años en 2016.